# Liste österreichischer Oscarpreisträger
Der Oscar (eigentlich Academy Award of Merit, dt. Ehrenpreis der Akademie) wird seit 1929 alljährlich von der Academy of Motion Picture Arts and Sciences an Filmschaffende vergeben. Er gilt als wichtigste Auszeichnung seiner Art. Die Jahreszahl gibt das Jahr der Preisverleihung an.
Bei den Oscar-Verleihungen wurden österreichische Filmschaffende bisher 113 Mal nominiert und 37 Mal mit einer der begehrten Trophäen ausgezeichnet. Von den 20 aus Österreich stammenden Oscar-Gewinnern waren bis auf Maximilian Schell, Stefan Ruzowitzky, Christoph Waltz und Michael Haneke alle in die Vereinigten Staaten emigriert, über deren Staatsbürgerschaft sie zumeist auch verfügten. Die meisten von ihnen waren Juden, was aufgrund der Ausbreitung des Nationalsozialismus in Europa ab 1933 bei vielen auch der Grund für ihre Emigration war.
Am häufigsten mit einem Oscar ausgezeichnet wurde Billy Wilder, der in seiner Karriere sechs Oscars und einen Ehrenoscar für sein Lebenswerk gewann. Am häufigsten nominiert wurde der Filmkomponist Max Steiner, der zwischen 1935 und 1956 insgesamt 21-mal leer ausging, aber auch drei Oscars gewann. Nominiert, aber nie ausgezeichnet wurden etwa Erich von Stroheim, Josef von Sternberg oder Otto Preminger. Keine Nominierung erhielt Fritz Lang.
Im Jahr 2009 wurde Revanche von Götz Spielmann in der Kategorie Bester fremdsprachiger Film nominiert. In den Jahren zuvor hatten Darwin’s Nightmare (2006) von Hubert Sauper in der Kategorie Bester Dokumentarfilm, Copyshop (2002) von Virgil Widrich als Bester Kurzfilm und 38 – Auch das war Wien (1987) von Wolfgang Glück in der Kategorie Bester fremdsprachiger Film Nominierungen erhalten. Im Jahr 2013 wurde Michael Hanekes Film Liebe in fünf Kategorien nominiert. Liebe ist erst der achte nicht englischsprachige Film, der in der Hauptkategorie Bester Film nominiert wurde. Des Weiteren wurde Haneke in der Kategorie Beste Regie und Bestes Originaldrehbuch, die französische Protagonistin Emmanuelle Riva in der Kategorie Beste Hauptdarstellerin nominiert.
Mark Gerstorfer gewann für seinen Kurzfilm „Die unsichtbare Grenze“ den Student Academy Award in Gold.

## Liste
Folgend eine Aufstellung aller aus Österreich stammenden Oscar-Preisträger: hier werden jene Personen als Österreicher gelistet, die in Österreich geboren wurden oder deutschsprachige „Altösterreicher“ waren. Demgemäß ist hier der in Galizien geborene, deutschsprachig aufgewachsene Billy Wilder zu finden, nicht jedoch der ungarischsprechende, in Budapest geborene Michael Curtiz. Die Liste ist nach dem Jahr der Auszeichnung geordnet:
- 1935: Max Steiner – Der Verräter (The Informer) (Beste Filmmusik)
- 1936: Erich Wolfgang Korngold – Ein rastloses Leben (Anthony Adverse) (Beste Filmmusik)
- 1937: Paul Muni – Louis Pasteur (The Story of Louis Pasteur) (Bester Hauptdarsteller)
- 1938: Joseph Schildkraut – Das Leben des Emile Zola (The Life of Emile Zola) (Bester Nebendarsteller)
- 1938: Karl Freund – Die gute Erde (The Good Earth) (Beste Kamera)
- 1939: Erich Wolfgang Korngold – Robin Hood – König der Vagabunden (The Adventures of Robin Hood) (Beste Filmmusik)
- 1942: Nathan Juran – Schlagende Wetter (How Green Was My Valley) (Bestes Szenenbild)
- 1943: George Froeschel – Mrs. Miniver (Bestes adaptiertes Drehbuch)
- 1943: Max Steiner – Reise aus der Vergangenheit (Now Voyager) (Beste Filmmusik)
- 1945: Max Steiner – Als du Abschied nahmst (Since You Went Away) (Beste Filmmusik)
- 1946: Billy Wilder – Das verlorene Wochenende (Lost Weekend) (Beste Regie & Bestes adaptiertes Drehbuch)
- 1950: Harry Horner – Die Erbin (The Heiress) (Bestes Szenenbild (Schwarzweiß))
- 1951: Billy Wilder – Boulevard der Dämmerung (Sunset Boulevard) (Bestes Originaldrehbuch)
- 1952: John Alton – Ein Amerikaner in Paris (An American in Paris) (Beste Kamera (Farbe))
- 1952: Fred Zinnemann – Benjy (Bester Dokumentar-Kurzfilm)
- 1954: Walter Reisch – Der Untergang der Titanic (Titanic) (Bestes Originaldrehbuch)
- 1954: Fred Zinnemann – Verdammt in alle Ewigkeit (From Here to Eternity) (Beste Regie)
- 1955: Sam Spiegel – Die Faust im Nacken (On the Waterfront ) (Bester Film)
- 1958: Sam Spiegel – Die Brücke am Kwai (The Bridge on the River Kwai) (Bester Film)
- 1959: Frederick Loewe – Gigi (Bester Song)
- 1961: Ernest Gold – Exodus (Beste Filmmusik (Drama))
- 1961: Billy Wilder – Das Appartement (The Apartment) (Bester Film & Beste Regie & Bestes Originaldrehbuch)
- 1962: Harry Horner – Haie der Großstadt (The Hustler) (Bestes Szenenbild (Schwarzweiß))
- 1962: Maximilian Schell – Urteil von Nürnberg (Judgment at Nuremberg) (Bester Hauptdarsteller)
- 1963: Sam Spiegel – Lawrence von Arabien (Lawrence of Arabia) (Bester Film)
- 1964: Sam Spiegel (Irving G. Thalberg Memorial Award)
- 1967: Fred Zinnemann – Ein Mann zu jeder Jahreszeit (A Man for All Seasons) (Beste Regie & Bester Film)
- 1979: Peter Zinner – Die durch die Hölle gehen (The Deer Hunter) (Bester Schnitt)
- 1988: Billy Wilder (Irving G. Thalberg Memorial Award)
- 2008: Die Fälscher (Bester fremdsprachiger Film), Regie: Stefan Ruzowitzky
- 2010: Christoph Waltz – Inglourious Basterds (Bester Nebendarsteller)
- 2013: Christoph Waltz – Django Unchained (Bester Nebendarsteller)
- 2013: Liebe (Bester fremdsprachiger Film), Regie: Michael Haneke
- 2019: Bernd Bickel (Technical Achievement Award zusammen mit Markus Gross, Derek Bradley, Thabo Beeler)
- 2023: Mark Gerstorfer – Die unsichtbare Grenze (Student Academy Award – GOLD)